# Hubertus Antonius van der Aa
Hubertus Antonius van der Aa (Tilburg, 5 de julio de 1935-7 de mayo de 2017) fue un botánico, y micólogo neerlandés, que se especializa en la familia Asclepiadaceae.

## Algunas publicaciones
- de Gruyter, J.; Boerema, G. H.; van der Aa, H. A. (2002). «Contributions towards a monograph of Phoma (Coelomycetes) VI - 2. Section Phyllostictoides: Outline of its taxa». Persoonia 18 (1): 1-53.

- Baayen, R. P.; Bonants, P. J. M.; Verkley, G. (mayo de 2002). «Nonpathogenic isolates of the citrus black spot fungus, Guignardia citricarpa, identified as a cosmopolitan endophyte of woody plants, G. mangiferae (Phyllosticta capitalensis)». Phytopathology 92 (5): 464-477. PMID 18943020. doi:10.1094/phyto.2002.92.5.464.

- van der Aa, H. A.; Vanev, S.; Mel'nik, V. A. (septiembre de 2001). «A new species of Cytosporella (Coelomycetes,  Deuteromycotina) from subantarctic Campbell Island (New Zealand)». New Zealand Journal of Botany 39 (3): 543-545. doi:10.1080/0028825x.2001.9512756.

- 1989. Memorial Issue Dedicated to J.A. Von Arx. Studies in mycology 31. Ed. Josef Adolf Arx y Centraalbureau voor Schimmelcultures, 212 p. ISBN 907035117X

- 1973. Studies in phyllosticta I. Studies in mycology 5. Ed. Centraalbureau voor Schimmelcultures, 110 p.

- La abreviatura «Aa» se emplea para indicar a Hubertus Antonius van der Aa como autoridad en la descripción y clasificación científica de los vegetales.[3]